# Abraxas (zespół muzyczny)
Abraxas – polska neoprogresywna grupa rockowa powstała w 1987 w Bydgoszczy. Nazwę zespół zaczerpnął z powieści Hermanna Hessego pt. Demian, w której Abraxas był bóstwem sił dobra i zła, przenikających się wzajemnie.
Jedne z najbardziej znanych utworów Abraxas to: Tarot, Dorian Gray, Kameleon, Pokuszenie, Jezebel, Medalion.

## Historia
Abraxas został założony 29 października 1987 roku w Bydgoszczy przez Adama Łassę (śpiew) i Łukasza Święcha (gitara akustyczna). Po niedługim czasie zespół zawiesił działalność na 2 lata. Reaktywowany w 1991 roku. Do zespołu dołączyli Mikołaj Matyska (perkusja), Krzysztof Pacholski (instrumenty klawiszowe), Rafał Ratajczak (gitara basowa) oraz Radek Kamiński (gitara klasyczna). W tym składzie powstało wiele utworów, które później znalazły się na pierwszej płycie zespołu. Zespół występował w Bydgoszczy, na festiwalu w Węgorzewie, studiu radia PIK.
W 1993 r. po śmierci Radka Kamińskiego zespół po raz kolejny zawiesza działalność.
Reaktywowany w roku 1994. Oprócz Adama Łassy tworzyli go w owym czasie: Szymon Brzeziński (gitara), Marcin Mak (perkusja), Marcin Błaszczyk (instrumenty klawiszowe) oraz Olgierd Bałtaki (bas), który wkrótce został zastąpiony przez Rafała Ratajczaka.
W 1996 zespół wystąpił na I Festiwalu Muzyki Progresywnej w Warszawie oraz nagrał swoją pierwszą płytę. Abraxas występował w tym czasie obok Fisha, Porcupine Tree czy Roberta Planta i Jimmy’ego Page’a w katowickim Spodku.
Szymon Brzeziński i Marcin Błaszczyk wzięli udział w nagraniu solowej płyty Colina Bassa – basisty zespołu Camel oraz uczestniczyli w europejskiej trasie koncertowej tego artysty.
W styczniu 2000 r. zespół zagrał koncert poświęcony tragicznie zmarłemu publicyście muzycznemu Tomaszowi Beksińskiemu, będącemu fanem Abraxasu.
Abraxas został rozwiązany pod koniec 2000 roku.
17 maja 2004 r. zagrał okazyjnie (10-lecie klubu Kuźnia w Bydgoszczy) przed grupą muzyczną IQ.

## W skład zespołu Abraxas wchodzili
- Maciej Bagiński - Bagin 1992–1993 – utwory Kameleon, Ajudah (gitara basowa)
- Olgierd Bałtaki (gitara basowa)
- Marcin Błaszczyk (instrumenty klawiszowe, flet)
- Szymon Brzeziński (kompozytor, aranżer, gitara, instrumenty klawiszowe)
- Radek Kamiński (gitara)
- Adam Łassa (śpiew)
- Marcin Mak (perkusja)
- Mikołaj Matyska (perkusja)
- Jacek Bloch (perkusja)
- Krzysztof Pacholski (instrumenty klawiszowe)
- Rafał Ratajczak (gitara basowa)
- Łukasz Święch (gitara)

## Dyskografia
- Cykl obraca się. Narodziny, dzieciństwo pełne duszy, uśmiechów niewinnych i zdrady... (1996)
- Centurie (1998)
- Prophecies (1998)
- 99 (1999)
- Live in Memoriam (2000)